# Storsveden (Ovanåker)
Storsveden is een plaats in de gemeente Ovanåker in het landschap Hälsingland en de provincie Gävleborgs län in Zweden. De plaats heeft 66 inwoners (2005) en een oppervlakte van 25 hectare.